# Teddy Sørensen
Teddy Sørensen (1. maj 1938 i Holme ved Aarhus – 26. januar 2002 i Aarhus) var en dansk maler, grafiker, billedhugger og installationskunstner.
Han er begravet på Nordre Kirkegård i Aarhus.